# Orachrysops subravus
The Grizzled Blue (Orachrysops subravus) là một loài bướm ngày thuộc họ Bướm xanh. Loài này có ở Nam Phi, nơi Loài này có ở montane grassland from the East Cape to miền nam Drakensberg foothills và the KwaZulu-Natal midlands.
Sải cánh dài 30–36 mm đối với con đực và 22–36 mm đối với con cái. Con trưởng thành bay từ tháng 10 đến tháng 1, although the except time depends on the spring rains. Con trưởng thành bay later in miền nam part of the range. Có một lứa một năm.
Ấu trùng ăn Indigofera woodii var. woodii.